# پوکلاو آنان
پوکلاو آنان (تایلندی: ปกเกล้า อนันต์؛ زادهٔ ۴ مارس ۱۹۹۱) بازیکن فوتبال اهل تایلند است.

## باشگاهی
از باشگاه‌هایی که در آن بازی کرده‌است می‌توان به باشگاه فوتبال چونبوری اشاره کرد.

## تیم ملی
وی همچنین در تیم‌های ملی تیم ملی فوتبال تایلند و Thailand U21 و تیم ملی فوتبال زیر ۲۳ سال تایلند بازی کرده‌است. 

## افتخارات
وی در مسابقات کشوری و بین‌المللی در مجموع برندهٔ ۱ مدال طلا شده‌است.